# 孟加拉棱鯷
孟加拉棱鯷（学名：Thryssa spinidens）為輻鰭魚綱鲱形目鳀科的其中一種，分布於東印度洋區的孟加拉灣海域，棲息深度可達50公尺，本魚吻尖，眼上緣水平。上頜適中，突出一點超越鰓蓋，臀鰭軟條41-45枚，體長可達16.5公分，棲息在沿海，喜群游。

## 擴展閱讀
維基物種上的相關：孟加拉棱鯷